# Max Calligaris
Maximilien Calligaris, conhecido também como Max Calligaris (Paris, 28 de dezembro de 1981), é um diretor, roteirista e produtor francês radicado no Brasil. Especializado em Publicidade e Marketing, possui mestrado em New Media pela New School (Nova York, EUA) com foco em ficção narrativa e documentário. 
É o diretor principal e produtor associado da série Psi (HBO). A série, que está em sua quarta temporada, recebeu indicações de Melhor Série Dramática (2015), Melhor Ator (2015) e Melhor Atriz (2018) no Emmy Awards Internacional. É uma das séries brasileiras mais premiadas, conquistando 12 vitórias no Telly Awards. Seu papel como produtor associado da serie inclui: o design criativo, participação no processo de desenvolvimento dos roteiros, supervisão da pré e pós produção.

## Filmografia
- 2010 – Under the Veil (Diretor de fotografia)
- 2018 – Amigo de Aluguel (Diretor) – Universal TV
- 2015 – 2019 – Psi (Diretor de 11 episódios e co-diretor de 2 episódios) - HBO
- 2019 – O Escolhido (Diretor de 6 episódios) - Netflix